# Lago Molson
O Lago Molson é um lago localizado na Região Norte de Manitoba, Manitoba, Canadá.

## Descrição
Este lago é a fonte do rio Hayes e está localizado a cerca de 60 quilómetros (37 milhas) a nordeste da comunidade de Norway House.
O lago tem 45 km de comprimento por 22 km de largura, tendo uma área de 400 km2, a uma altitude de 221 m.
O principal afluente deste lago é o rio Molson e o rio Keepeewiskawakun ao sul, e do Rio Hayes ao norte.
O Aeroporto do Lago Molson encontra-se na margem norte do lago no seu extremo oeste.

## Afluentes
Sentido anti-horário a partir do Rio Hayes:
- Rio Panepuyew Creek
- Rio Paimusk Creek
- Rio Keepeewiskawakun
- Rio Molson